# یاکوبوویتسه مورووانه
یاکوبوویتسه مورووانه (به لاتین: Jakubowice Murowane) یک روستا در لهستان است که در گمینا وولکا واقع شده‌است. یاکوبوویتسه مورووانه ۲۵۹ نفر جمعیت دارد.